# Asplenium ceterach
La cedracca (Asplenium ceterach L.) è una felce della famiglia delle Aspleniaceae tipica dell'Europa centrale e meridionale.

## Caratteristiche
La pianta raggiunge un'altezza di 6-20 cm. La foglia è di forma lineare o lanceolata, opaca, a dal taglio simile a una piuma con 9-12 tratti ad angolo ottuso semicircolari od ovali, ognuno ricoperto da rimanenti scaglie con una disposizione che ricorda quella dei laterizi sul tetto di una casa.

## Distribuzione
La specie è comune in Eurasia, nelle regioni a clima mite, in stazioni secche e calde. Si incontra generalmente su rocce e muri a secco.

## Uso
Nel Medioevo la cedracca veniva utilizzata come medicinale contro le malattie della milza.
In fitoterapia viene proposta quale efficace rimedio disgregante i calcoli dell'apparato urinario (spaccapietra), come da tradizione mediterranea, sotto forma di varie preparazioni farmaceutiche anche in miscela con altre piante medicinali.